# Kanton Aurignac
Kanton Aurignac (francouzsky Canton d'Aurignac) je francouzský kanton v departementu Haute-Garonne v regionu Midi-Pyrénées. Tvoří ho 19 obcí.

## Obce kantonu
- Alan
- Aulon
- Aurignac
- Bachas
- Benque
- Boussan
- Bouzin
- Cassagnabère-Tournas
- Cazeneuve-Montaut
- Eoux
- Esparron
- Latoue
- Montoulieu-Saint-Bernard
- Peyrissas
- Peyrouzet
- Saint-André
- Saint-Élix-Séglan
- Samouillan
- Terrebasse